# Museo de Historia Natural de Toulouse
El Museo de Historia Natural de Toulouse (en francés: muséum de Toulouse, con código de inventario MHNT) es un museo de historia natural situado en la ciudad de Toulouse, en Francia. Se ubica en Busca-Montplaisir, y alberga una colección de más de dos millones y medio de piezas en sus 6000 m².

## Historia
El museo fue fundado en 1796 por el naturalista Philippe-Isidore Picot de Lapeyrouse. En aquel tiempo se ubicaba en un viejo edificio de un monasterio de frailes carmelitas. Se abrió al público en su localización actual en 1865 bajo la dirección de Édouard Filhol en un edificio diseñado por el arquitecto Jean-Paul Viguier. El museo de Toulouse fue el primer museo del mundo en abrir una exposición de prehistoria, gracias a la colaboración de  Émile Cartailhac, Jean-Baptiste Noulet y Eugène Trutat. Tras estar algunos años cerrado se reabrió en 2007. Se encuentra junto al jardín botánico de la Universidad Paul Sabatier, que tiene una superficie de 5500 m².